# تشنغ يي وو
تشنغ يي وو (1916-2013) (بالإنجليزية: Cheng Yih Wu)‏ هو عالم نبات صيني.